# Valdina

Localització de Valdina

Valdina (sicilià Vaddina) és un municipi italià, dins de la ciutat metropolitana de Messina. L'any 2009 tenia 1.305 habitants. Limita amb els municipis de Roccavaldina, Torregrotta i Venetico.

## Administració
| Període | Identitat            | Partit        |
| ------- | -------------------- | ------------- |
| 2008-   | Pierluigi Di Stefano | Llista cívica |